# Casbia serpentina
Casbia serpentina là một loài bướm đêm trong họ Geometridae.